# هارالد فلیشر
هارالد فلیشر (انگلیسی: Harald Fleischer؛ زادهٔ ۲۲ ژانویهٔ ۱۹۸۵) بازیکن فوتبال اهل آلمان است.
از باشگاه‌هایی که در آن بازی کرده‌است می‌توان به باشگاه فوتبال گروتر فورث و باشگاه فوتبال نورنبرگ اشاره کرد.